# Coereba flaveola
La cereba gialla o platanero (Coereba flaveola (Linnaeus, 1758)) è un uccello passeriforme della famiglia dei Thraupidae, unico rappresentante del genere Coereba d'Orbigny & Lafresnaye, 1838.

## Etimologia
Il nome scientifico del genere, Coereba, deriva da guiracoereba, termine tupi utilizzato per descrivere questi uccelli: il nome della specie, flaveola, significa "giallina" in latino, in riferimento alla livrea di questi uccelli.

## Descrizione

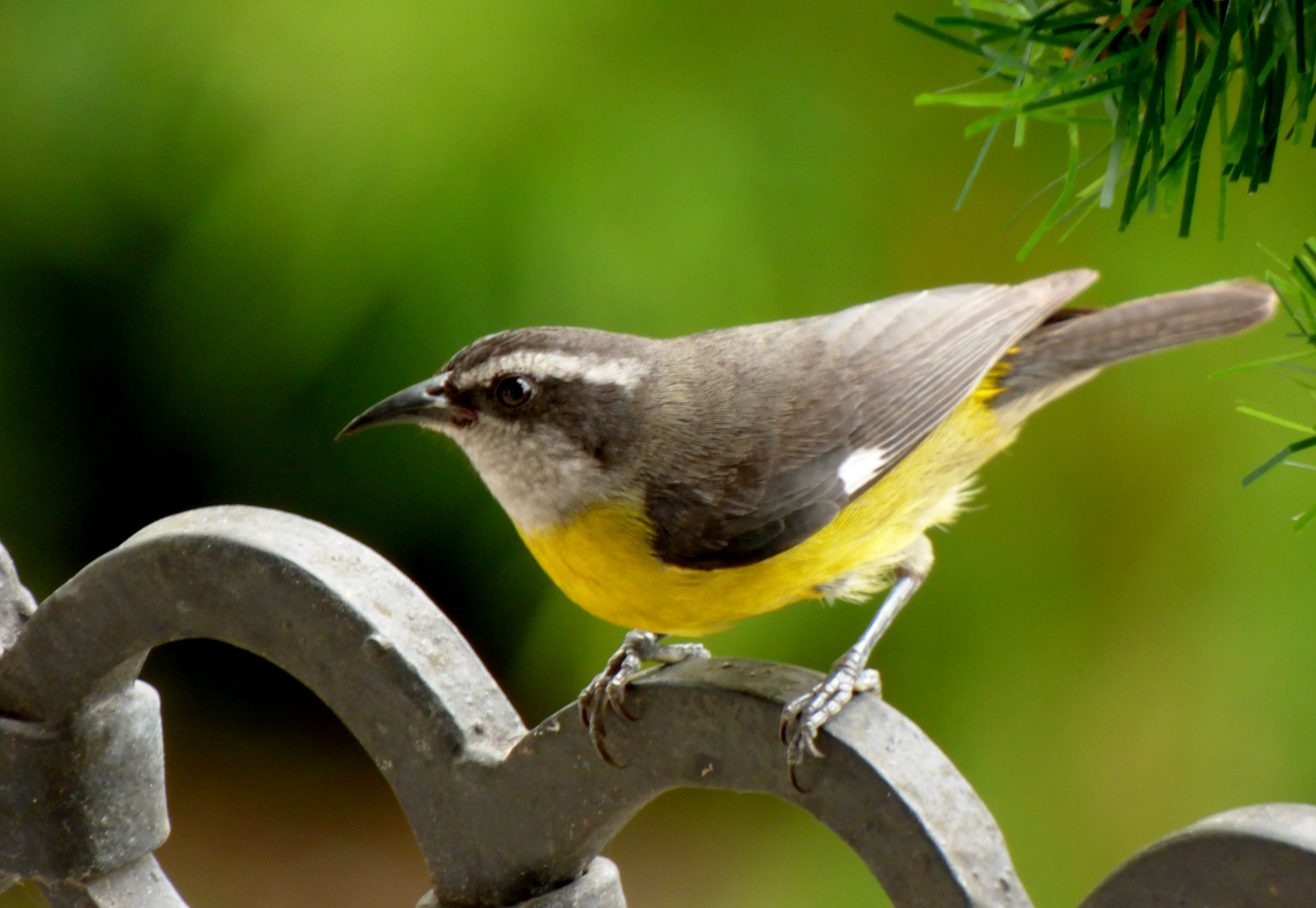
Esemplare ad Armenia.

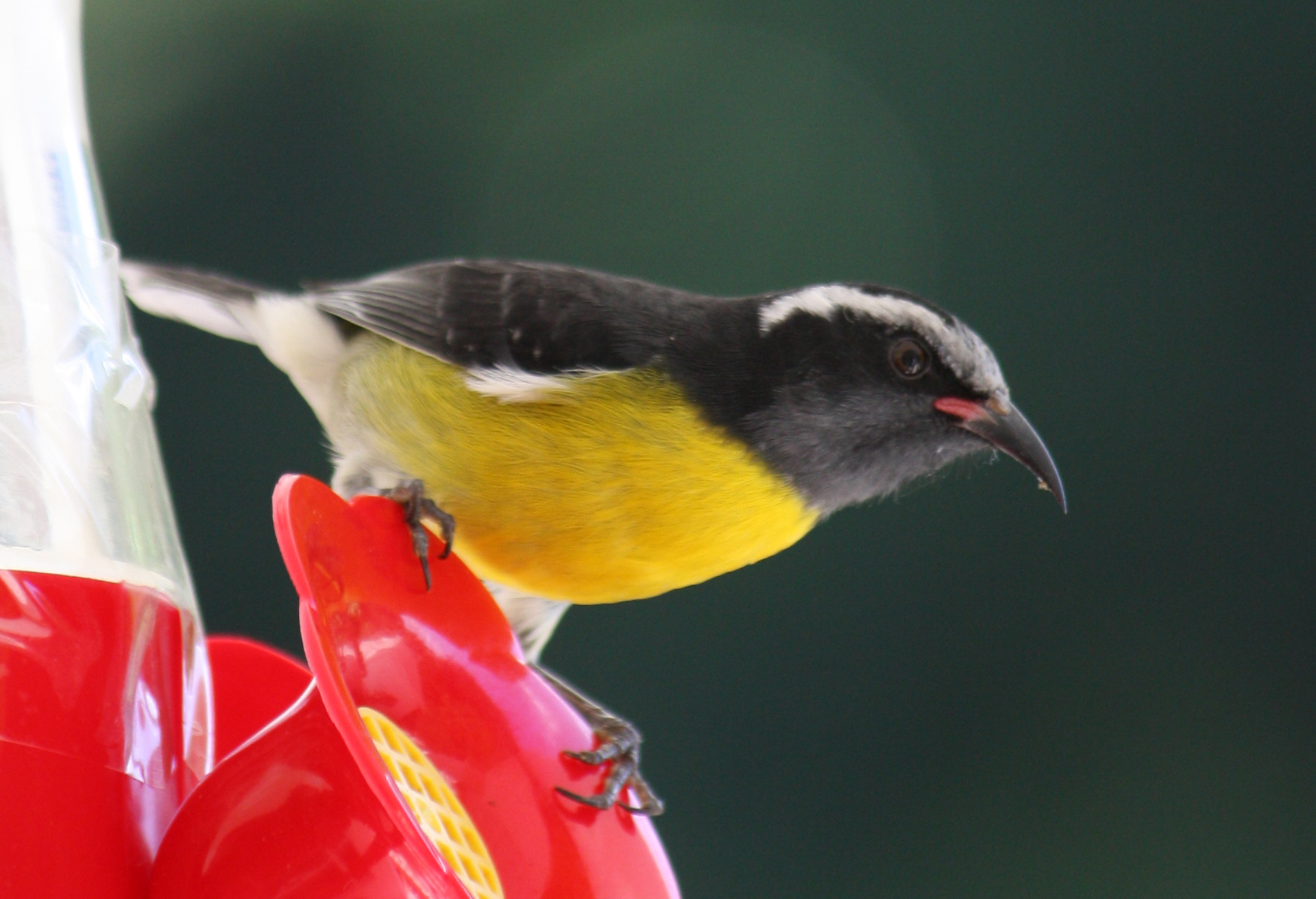
Esemplare a Dominica.

### Dimensioni
Misura 10,5-13 cm, con un peso variabile da 6,4 a 19 g.

### Aspetto
Si tratta di uccelletti dall'aspetto robusto e slanciato, dalla grande testa arrotondata con lungo e robusto becco appuntito e ricurvo verso il basso, ali appuntite e coda dall'estremità squadrata.
Il piumaggio è simile nei due sessi: fronte, vertice, nuca, guance, mascherina facciale, dorso, ali e coda sono di colore nero, mentre il sopracciglio, la gola, le remiganti primarie e il sottocoda sono bianchi, il codione, il petto ed il ventre sono di colore giallo limone.

Sussiste tuttavia una certa variabilità nelle varie sottospecie, con popolazioni dal bianco golare esteso anche al petto, oppure con area ventrale grigiastra anziché gialla, specchio alare ridotto alla sola area scapolare, area dorsale bruno-nerastra anziché nera o ancora con area golare nera anziché bianca.
Il becco è nerastro con orlo basale nudo, carnoso e di color fucsia, mentre le zampe sono nerastre anch'esse e gli occhi sono di colore bruno scuro.

## Biologia
È una specie frugivora e nettarivora: tra i frutti preferiti ci sono il mango (Mangifera indica) e le banane (Musa spp.), mentre predilige il nettare dei fiori di Heliconia (Heliconia bihai).

## Distribuzione e habitat
La specie occupa, con oltre 40 sottospecie, un ampio areale che si estende dal Messico e dai Caraibi sino alla parte settentrionale dell'America del Sud.

## Tassonomia
La specie venne originariamente descritta da Linneo nella prima edizione del Systema Naturae del 1758, ascrivendola al genere Certhia col nome di C. flaveola. Nel 1809, Louis Pierre Vieillot la riclassificò nel genere monotipico Coereba.
La posizione tassonomica del genere è sempre stata controversa, essendo stato di volta in volta classificato come incertae sedis od attribuito alle famiglie Emberizidae o Thraupidae: nel 2012 il Congresso Ornitologico Internazionale collocò il Coereba in una propria famiglia monotipica, i Coerebidae, ma recenti studi di carattere molecolare hanno evidenziato che il genere è un sister taxon di Tiaris e quindi è corretta la sua assegnazione in seno ai Thraupidae.
Se ne riconoscono ben 41 sottospecie:
- Coereba flaveola bahamensis (Reichenbach, 1853)
- Coereba flaveola caboti (Baird, SF, 1873)
- Coereba flaveola flaveola (Linnaeus, 1758)
- Coereba flaveola sharpei (Cory, 1886)
- Coereba flaveola bananivora (Gmelin, JF, 1789)
- Coereba flaveola nectarea Wetmore, 1929
- Coereba flaveola portoricensis (Bryant, H, 1866)
- Coereba flaveola sanctithomae (Sundevall, 1869)
- Coereba flaveola newtoni (Baird, SF, 1873)
- Coereba flaveola bartholemica (Sparrman, 1788)
- Coereba flaveola martinicana (Reichenbach, 1853)
- Coereba flaveola barbadensis (Baird, SF, 1873)
- Coereba flaveola atrata (Lawrence, 1878)
- Coereba flaveola aterrima (Lesson, 1830)
- Coereba flaveola uropygialis Berlepsch, 1892
- Coereba flaveola tricolor (Ridgway, 1884)
- Coereba flaveola oblita Griscom, 1923
- Coereba flaveola mexicana (Sclater, PL, 1857)
- Coereba flaveola cerinoclunis Bangs, 1901
- Coereba flaveola columbiana (Cabanis, 1866)
- Coereba flaveola bonairensis Voous, 1955
- Coereba flaveola melanornis Phelps & Phelps Jr, 1954
- Coereba flaveola lowii Cory, 1909
- Coereba flaveola ferryi Cory, 1909
- Coereba flaveola frailensis Phelps & Phelps Jr, 1946
- Coereba flaveola laurae Lowe, 1908
- Coereba flaveola luteola (Cabanis, 1850)
- Coereba flaveola obscura Cory, 1913
- Coereba flaveola minima (Bonaparte, 1854)
- Coereba flaveola montana Lowe, 1912
- Coereba flaveola caucae Chapman, 1914
- Coereba flaveola gorgonae Thayer & Bangs, 1905
- Coereba flaveola intermedia (Salvadori & Festa, 1899)
- Coereba flaveola bolivari Zimmer & Phelps, 1946
- Coereba flaveola guianensis (Cabanis, 1850)
- Coereba flaveola roraimae Chapman, 1929
- Coereba flaveola pacifica Lowe, 1912
- Coereba flaveola magnirostris (Taczanowski, 1880)
- Coereba flaveola dispar Zimmer, 1942
- Coereba flaveola chloropyga (Cabanis, 1850)
- Coereba flaveola alleni Lowe, 1912